# Milada Jonášová
Milada Jonášová (* 1973, Praha) je česká muzikoložka a hudební historička, odborně působí na Akademii věd ČR.
Vedle studia na Katolické teologické fakultě Univerzity Karlovy (1991–1997) absolvovala magisterské studium hudební vědy na Filozofické fakultě UK (2000), kde v roce 2008 také získala doktorát. Od roku 1999 působí na muzikologickém pracovišti Akademie věd, které je nyní pod Ústavem dějin umění AV ČR. Badatelsky se zaměřuje na osobnost a dílo Wolfganga Amadea Mozarta, hudební filologii a dějiny hudby 18. století.
Absolvovala badatelské pobyty v roce 2000 na Facoltà di Paleografia e Filologia musicale v Cremoně (stipendium Ministero degli Affari Esteri), 2002-2003 na Freie Universität v Berlíně (DAAD), 2003 v Internationale Stiftung Mozarteum v Salcburku (stipendium Ernst Mach) a v letech 2008, 2011 a 2017 na univerzitě v Tübingen (DAAD).
2009 obdržela mozartovskou cenu za vědeckou práci na poli mozartovského výzkumu od Sächsische Mozart-Gesellschaft. 2010 byla zvolena členkou Akademie für Mozart-Forschung při Stiftung Mozarteum v Salcburku, 2014-2017 byla členkou jejího výboru. 2012 obdržela cenu Johanna Adolf Hasse-Stiftung v Hamburku.
Od roku 2005 je tajemnicí Mozartovy obce v České republice.
Je vnučkou českého kardiologa Vratislava Jonáše a lékařky Marie Wichterlové.